# Inštitut za vode Republike Slovenije
Inštitut za vode Republike Slovenije – jednostka badawczo-rozwojowa działająca w Słowenii (ul. Dunajska 156, Lublana). Instytut jest odpowiedzialny za wdrażanie rozwiązań naukowych w gospodarce wodnej w Słowenii w kontekście ochrony środowiska. Zajmuje się wdrażaniem międzynarodowego prawa wodnego, m.in. Ramowej dyrektywy wodnej, Dyrektywy powodziowej czy Ramowej dyrektywy ds. strategii morskiej. Przedstawiciele instytutu biorą udział w opracowywaniu słoweńskich planów gospodarowania wodami na obszarze dorzecza. Instytut jest odpowiedzialny za współpracę Słowenii z Europejską Agencją Środowiska oraz pracę w regionalnych strukturach takich jak Międzynarodowa Komisja Ochrony Dunaju (ICPDR).
Poprzednikiem IzVRS był Vodnogospodarski inštitut.